# 狭叶水竹叶
狭叶水竹叶（学名：Murdannia kainantensis）是鸭跖草科水竹叶属的植物，是中国的特有植物。分布于中国大陆的福建、广东、广西、海南等地，常生长在疏林下，目前尚未由人工引种栽培。